# Yddingesjön
Yddingesjön  eller Yddingen är en grund insjö vid det lilla samhället Holmeja i Svedala kommun i Skåne och ingår i Sege ås huvudavrinningsområde. Sjön är 3,5 meter djup, har en yta på 1,96 kvadratkilometer och befinner sig 43 meter över havet. Vid provfiske har bland annat abborre, braxen, gers och gädda fångats i sjön. I den norra delen av sjön sker avrinningen i ett biflöde till Sege å.

## Rekreation
Även om vattnet ofta är grumligt lämpar sig Yddingesjön utmärkt som badplats och det finns flera mindre stränder kring sjön. Flera av gläntorna kring Yddingesjön är också populära campingplatser.

## Vattnet
Vattnet i Yddingesjön är oftast mycket grumligt. Koncentrationen av fosfor har varierat mellan 53 och 70 mikrogram/liter och detta anses som "mycket höga halter" (Naturvårdsverket 1999). Planktonblomning och "extremt höga" klorofyllhalter förekommer sommartid. Även kvävehalterna karakteriseras som "mycket höga", mellan 1,25 och 5,0 milligram/liter. Yddingesjön visar dock på ovanligt låga halter av klorofyll i förhållande till siktdjupet (grumligheten) och man misstänker att detta beror på alger med annorlunda pigment eller uppiskat bottensediment på grund av sjöns vindutsatta läge. Vattenkvaliteten är stabil.

## Fåglar
Bland häckfåglarna är svarttärnorna kanske intressantast. Dessa häckar regelbundet vid Koppargravarna alldeles norr om sjön och kan ofta ses vid sjön. Även skäggdopping, grågås, brun kärrhök, rörsångare och sävsångare förekommer. I skogarna kring stränderna finns stjärtmes och mindre hackspett. I söder vid betesmarkerna kan man hitta bland annat törnskata och vid Sjödiken häckar pungmes. I området i allmänhet finner man också glada, bivråk, ormvråk, lärkfalk och kattuggla. Vintertid: salskrake, storskrake och gräsand. Emellanåt även havsörn, svart stork och rostgumpsvala.

## Fiskar
Fiskeriverket utförde provfiskning med bottennät 2000-05-04. Bland fångsten fann man större mängder mört, men även en del benlöja, braxen, gärs och abborre samt mindre mängder gös, gädda och karpfiskar.

## Jakt
Det sker en hel del jakt kring Yddingesjön då markerna är rika på vildsvin. Jakten sker i huvudsak under sen höst.

## Historia
Den berömde poeten och författaren Hjalmar Gullberg dränkte sig i sjön den 19 juli 1961, efter en lång tids sjukdom.

## Delavrinningsområde
Yddingesjön ingår i delavrinningsområde (616101-133898) som SMHI kallar för Utloppet av Yddingesjön. Medelhöjden är 49 meter över havet och ytan är 19,39 kvadratkilometer. Det finns inga avrinningsområden uppströms utan avrinningsområdet är högsta punkten. Vattendraget som avvattnar avrinningsområdet har biflödesordning 2, vilket innebär att vattnet flödar genom totalt 2 vattendrag innan det når havet efter 31 kilometer. Avrinningsområdet består mestadels av skog (27 %), öppen mark (14 %) och jordbruk (40 %). Avrinningsområdet har 1,95 kvadratkilometer vattenytor vilket ger det en sjöprocent på 10 %. Bebyggelsen i området täcker en yta av 0,79 kvadratkilometer eller 4 % av avrinningsområdet.

## Fisk
Vid provfiske har följande fisk fångats i sjön:
- Abborre
- Braxen
- Gärs
- Gädda
- Gös
- Karpfisk obestämd
- Löja
- Mört
- Sarv